# علم الاجتماع القوي
البرنامج القوي أو علم الاجتماع القوي يعرف بأنه تشكيلة متنوعة من علم اجتماع المعرفة العلمية (SSK) المرتبط بشكل خاص بديفيد بلور، باري بارنز، هاري كولينز، دونالد أ.ماكينزي، وجون هنري. ويُنسب الفضل إلى تأثير علم الاجتماع القوي على دراسات العلوم والتكنولوجيا أن هذا البرنامج لا مثيل له (لاتور 1999). إذ أوضحت مدرسة الفكر التي تعتمد إلى حد كبير على إدنبرة كيف أن وجود مجتمع علمي مرتبط بالولاء لموذج مشترك يشكل شرطًا أساسيًا للنشاط العلمي الطبيعي.

## نبذة
يعد البرنامج القوي رد فعل ضد سوسيولوجيا العلوم «الضعيفة»، التي اقتصرت تطبيق علم الاجتماع على نظريات «فاشلة» أو «خاطئة»، مثل علم الفرينولوجيا. ويمكن تفسير النظريات الفاشلة من خلال الاستشهاد بتحيزات الباحثين، مثل المصالح السياسية أو الاقتصادية السرية. ولن يكون علم الاجتماع إلا ذا صلة هامشية بالنظريات الناجحة، والتي نجحت لأنها كشفت عن حقيقة الطبيعة. واقترح البرنامج القوي أن يتم التعامل مع النظريات العلمية «الصحيحة» و «الزائفة» بنفس الطريقة. فكل منهما ناجم عن عوامل أو ظروف اجتماعية، مثل السياق الثقافي والمصلحة الذاتية. ويجب أن تحتوي جميع المعرفة البشرية، كشيء موجود في الإدراك البشري، على بعض المكونات الاجتماعية في عملية تكوينها.

## الخصائص
وكما صاغه ديفيد بلور، فإن البرنامج القوي يتألف من أربعة عناصر لا غنى عنها:
- السببية: تبحث في الظروف (النفسية والاجتماعية والثقافية) التي تؤدي إلى ادعاءات لنوع معين من المعرفة.
- الحياد: يدرس ادعاءات المعرفة الناجحة وغير الناجحة.
- التماثل: يتم استخدام نفس أنواع التفسيرات لمطالبات المعرفة الناجحة وغير الناجحة على حد سواء.
- الانعكاسية: يجب أن تكون قابلة للتطبيق على علم الاجتماع نفسه.

## التاريخ
ونظرًا لأن البرنامج القوي نشأ في «وحدة دراسات العلوم» بجامعة إدنبرة، ويطلق عليها أحيانًا مدرسة إدنبره. وهناك أيضًا مدرسة باث المرتبطة بهاري كولينز والتي تقدم مقترحات مماثلة. وعلى النقيض من مدرسة إدنبره التي تؤكد على التوجهات التاريخية، تؤكد مدرسة باث على الدراسات الاجتماعية الدقيقة للمختبرات والتجارب. غير أن مدرسة باث لا تخرج عن البرنامج القوي بشأن بعض المسائل الأساسية في نهج البناء الاجتماعي للتكنولوجيا (SCOT) الذي طوره طالب كولينز تريفور بينش، وكذلك من قبل عالم الاجتماع الهولندي ويبي بيكر، تم توسيع البرنامج القوي ليشمل التكنولوجيا. وهناك علماء متأثرون بـ SSK يعملون في برامج دراسات العلوم والتكنولوجيا في جميع أنحاء العالم.

## النقد
ومن أجل دراسة المعرفة العلمية من وجهة نظر علم الاجتماع، التزم البرنامج القوي بشكل من أشكال النسبية الراديكالية. وبعبارة أخرى، يجادل بأنه - في الدراسة الاجتماعية للمعتقدات المؤسسية حول «الحقيقة» - سيكون من غير الحكمة استخدام «الحقيقة» كمورد توضيحي. وهذا يعني تضمين الإجابة كجزء من السؤال (بارنز 1992)، ناهيك عن نهج «فاضح» تمامًا تجاه دراسة التاريخ - وهو نهج يرى التاريخ البشري كمسيرة حتمية نحو الحقيقة والتنوير. وانتقد آلان سوكال النسبية الراديكالية كجزء من الحروب العلمية، على أساس أن مثل هذا الفهم سيؤدي حتمًا نحو الانعزالية وما بعد الحداثة. يهاجم ماركوس سايدل الحجج الرئيسية - عدم التحديد والدائرة المعيارية - التي يقدمها مؤيدو البرنامج القوي لنسبيتهم. يصر علماء البرنامج الأقوياء على أن نهجهم قد أسيء فهمه من خلال مثل هذا الانتقاد وأن التزامه بالنسبية الراديكالية منهجي صارم.

## وصلات خارجية
مناهج للدراسة الذاتية
- علم الاجتماع
- الدراسات السكانية